# 佐藤征治郎
佐藤 征治郎（さとう せいじろう、1939年7月11日 - ）は、日本の政治家、さいたま市議会議員（1期）、元埼玉県岩槻市長（第13代・第14代〈最終〉）、元社会民主党埼玉県議会議員（4期）、元日本社会党岩槻市議会議員（3期）。

## 来歴
秋田県出身。明治大学法学部卒。1971年に岩槻市議選に日本社会党公認で立候補して初当選。1975年でも再選したが、1979年に岩槻市議を2期目の途中で辞して埼玉県議選に東8区（当時・選挙区域は岩槻市）から社会党公認で立候補して落選、1983年に再び埼玉県議選に東8区から立候補して落選する。だが、1987年に岩槻市議選に8年振りに立候補して復帰当選した。1991年、岩槻市議を通算3期目の途中で辞して、埼玉県議選に東8区から3度目の立候補で初当選を果たし、1995年でも再選。1998年、当時の岩槻市長の斎藤伝吉が収賄容疑で逮捕され、辞職。これに伴う岩槻市長選挙に埼玉県議を2期目の途中で辞して無所属（社会民主党・連合埼玉推薦）で立候補、候補者4人という混戦の末に初当選となり、第13代岩槻市長に就任。2002年に再選となるが、2期目の2003年1月26日に、岩槻市の合併の是非および合併する場合の合併相手の候補を考える住民投票・「岩槻市の合併についての意思を問う住民投票」を実施し、「さいたま市との合併に賛成」が半数を超え、同年2月5日に同市に対して合併協議を申し入れて、さいたま市への編入合併を決断した事で最期の岩槻市長として閉市まで市長を務めた。
2005年4月1日に岩槻市はさいたま市に編入合併されたため、地方自治法の規定により市長を失職となったが、2007年に埼玉県議選に南12区（選挙区域は岩槻区）から社会民主党公認で立候補して当選（3期）し、9年ぶりに埼玉県議会議員に復帰した。2011年でも再選し、埼玉県議を通算4期務めた。2015年に政界を一旦引退した。
2023年4月に行われたさいたま市議会議員選挙において、岩槻区から社民党公認で立候補したが、2019年の市議会議員選挙で同区選出で当選した社民党の議員が離党して無所属となり、同党の議席を死守することを支援者らから強く求められたためであった。投開票の結果、定数5人中3位で当選し、8年振りに政界に復帰した。当選時の年齢が83歳と、さいたま市議としては史上最高齢の議員となり、選挙後初となる2023年5月臨時会で臨時議長（議長選出までの暫定議長）を務めた。なお、さいたま市議会は「初当選」ではなく旧岩槻市議会議員の在任期数を加算して「（通算）4期目」と発表している。